# Institut za javnu politiku
Institut za javnu politiku (engl. Public Policy Institute) je srpsko-crnogorsko-slovenska think-tank organizacija. Djeluje na području tzv. Zapadnog Balkana kroz rad svojih ureda u Beogradu, Podgorici i Ljubljani.

## Povijest
Institut za javnu politiku osnovan je 1. veljače 2013. godine u Podgorici. Ured u Beogradu započeo je s radom 6. prosinca 2013. godine, a ured u Ljubljani 30. lipnja 2014. godine. Osnivači Instituta su profesori Sveučilišta u Beogradu Mijat Damjanović, Nikola Samardžić i Stevan Lilić, slovenski novinar Vanja Vardjan i nekadašnji načelnik Ureda za odnose s javnošću Vlade Republike Srbije Vladimir Popović, koji je ujedno i ravnatelj Instituta.
IJP je nastao iz potrebe za jasnom i profesionalnom podrškom postjugoslavenskoj izgradnji institucija, razvoju javnog političkog dijaloga i kulturnoj suradnji, utemeljenoj na građanskom individualizmu.

## Aktivnosti
Institut za javnu politiku je osnovan radi usmjeravanja aktivnog i posvećenog djelovanja stručnjaka iz svih dijelova Zapadnog Balkana s višegodišnjim iskustvom u područjima profesionalizacije medija, promišljanja političkog programa, europskih i transatlantskih izazova, sigurnosti, ljudskih i manjinskih prava, državne uprave, diplomacije, civilnog sektora, znanosti i kulture. 
Cilj Instituta je oblikovanje nove nacionalne, regionalne i međunarodne politike postjugoslavenskog prostora objedivanjem znanja i stavova iskusnih stručnjaka i javnih aktivista. Promocijom javnog dijaloga i konstruktivnih rješenja, Institut za javnu politiku doprinosi naporima država Zapadnog Balkana u stvaranju ravnopravnih, pouzdanih i progresivnih partnera u europskim integracijama i međusobnim odnosima.
Jedan od prioriteta tima Instituta za javnu politiku je i usmjerenije zalaganje civilne stručnosti u važnim reformskim postupcima koje provode države Zapadnog Balkana, poput članstva u Europskoj uniji i NATO-u.

## Projekti
Nakon početnog istraživanja i analize društvenog i medijskog okvira u državama Zapadnog Balkana, Institut je razvio i realizirao niz projekata među kojima su:
- Vrijeme je za prava žena i ravnopravnost spolova u Crnoj Gori
- NATO Reach Out
- Jačanje kapaciteta državne uprave za provođenje politike zaštite okoliša u Crnoj Gori
- Model NATO Youth Summit
- Civilni odgovor na političku korupciju u medijima – Medijski krug
- Uloga medija u procesu sekuritizacije na Zapadnom Balkanu
- Uloga medija u praćenju R1325 u Crnoj Gori
- Unapređenje zaštite intelektualnog vlasništva
- Simulacija Sjevernoatlanskog Vijeća za mlade
- Primjena rezolucije Vijeća sigurnosti UN 1325 "Žene, mir i sigurnost"

## Programsko vijeće
Pored osnivača, članovi Programskog vijeća Instituta za javnu politiku su:
- Anđelka Mihajlov, profesorica na Sveučilištu u Novom Sadu
- Ante Bošković, odvjetnik iz Beograda
- Pavle Farčić, grafički dizajner iz Srbije
- Goran Vesić
- Marija Ćalić, fotografkinja
- Gordana Lazarević, ekonomistica
- Marko Kljajević, odvjetnik iz Beograda
- Nikola Šuica, profesor Sveučilišta u Beogradu
- Haris Dajč, asistent Filozofskog fakulteta Sveučilišta u Beogradu
- Mojca Mavec, novinarka iz Slovenije
- Jasna Slamnik, pravnica iz Slovenije
- Aleš Ekar, ekonomist iz Slovenije
- Zoran Krunić, sociolog iz Slovenije
- Barbara Tekavec, pravnica iz Slovenije

## Board of Trustees
Board of Trustees Instituta za javnu politiku je najviše međunarodno upravno tijelo koje okuplja međunarodno prepoznatljive intelektualce, političke dužnosnike, stručnjake i znanstvenike među kojima su:
- Philippe Douste-Blazy, zamjenik generalnog tajnika Ujedinjenih Naroda zadužen za inovativno financiranje razvoja
- Mario Henrique de Almeida Santos David, potpredsjednik Europske narodne stranke
- Jan-Erik Lane, sociolog, profesor ekonomije i politike
- Carlos Flores Juberías, profesor Sveučilišta u Valenciji
- Michelle Facos, profesorica na Indiana University
- Egidio Ivetić, profesor Sveučilišta u Padovi
- Guy Peters, profesor Sveučilišta u Pittsburghu i Sveučilišta Zeppelin u Njemačkoj
- Walter Schwimmer, nekadašnji generalni tajnik Vijeća Europe

## Vanjske poveznice
- Institut za javnu politiku – službene stranice (crnog.) (engl.) (slov.) (srp.)